# Symphlebia citrarius
Symphlebia citrarius là một loài bướm đêm thuộc phân họ Arctiinae, họ Erebidae.